# Žilvinas Lilas
Žilvinas Lilas (* in Litauen) ist ein litauischer Künstler, Professor für experimentelle 3D-Kunst an der Kunsthochschule für Medien Köln.

## Leben
1991 erwarb er das Diplom des Künstlers an der Kunstakademie Vilnius (Litauen).
1997 absolvierte er den Master of Fine Arts in Computer Arts an der Ohio State University (USA).
Er entwarf kreative und technische Ausstattung für die Walt Disney Studios, Oddworld Inhabitants, Metrolight Studios, Artist 's Inc., Eisenhower National Clearinghouse for Mathematics and Science Education sowie das Wexner Center for the Arts.
Filme, Spiele, Publikationen: Treasure Planet,  Chicken Little, Munchs Odyssee, Siegfried und Roy und andere.
Seit 2004 ist er Professor an der KHM.
Er hatte Vorträge und Workshops auf Festivals und bei akademischen Institutionen in Deutschland, USA, Litauen und Schweden.
Seine Forschungsinteressen sind interaktive Kunst und Design, simulierte Umgebungen und Szenarien, Identität und Technologie.